# Richard Carapaz
Richard Antonio Carapaz Montenegro (El Carmelo, 29 maggio 1993) è un ciclista su strada ecuadoriano che corre per il team EF Education-EasyPost.
Soprannominato El Jaguar de Tulcán, ha caratteristiche da scalatore. Professionista dal 2017, ha vinto la medaglia d'oro in linea ai Giochi olimpici di Tokyo 2020 e il Giro d'Italia 2019.

## Carriera

### In Sudamerica
Nato nel municipio di El Carmelo, nella comunità di La Playa nel canton Tulcán (nota come la capitale del ciclismo ecuadoriano), nella provincia del Carchi, inizia la carriera ciclistica a 15 anni nella squadra dilettantistica carchense Panavial-Courage, allenandosi con professionisti locali come Juan Carlos Rosero e Paulo Caicedo. Nel 2013 vince la classifica Under-23 alla Vuelta a Guatemala, il titolo panamericano Under-23 in linea a Zacatecas, in Messico, e ottiene il nono posto al Tour des Pays de Savoie, gara del calendario UCI Europe Tour.
Nel 2015 si trasferisce in Colombia per correre con la squadra continental Strongman-Campagnolo, e durante l'anno si aggiudica la Vuelta de la Juventud de Colombia, primo straniero a riuscirci, e una tappa del Clásico RCN, importante gara colombiana.

### 2016-2017: l'esordio nel professionismo
Grazie alle prestazioni in Sudamerica, nell'aprile 2016 si trasferisce in Spagna per gareggiare con la squadra dilettantistica Lizarte di Pamplona, e già in maggio vince una tappa e la classifica finale della Vuelta a Navarra. I buoni risultati nelle gare del calendario dilettantistico basco-navarro gli valgono, a partire dall'agosto 2016, l'inclusione come corridore stagista nella rosa della Movistar, squadra World Tour spagnola con cui partecipa subito a numerose prove dell'Europe Tour in Francia e Italia.
Confermato dalla Movistar, completa ufficialmente il salto nel professionismo a inizio 2017. Durante la stagione 2017 conclude secondo al Gran Premio Industria e Artigianato, battuto dal solo Adam Yates, quarto alla Vuelta a Castilla y León e secondo e miglior giovane alla Route du Sud; in agosto diventa inoltre il primo ciclista ecuadoriano a competere nella Vuelta a España.

### 2018-2019: le vittorie al Giro d'Italia
Nel 2018, dopo aver concluso terzo alla Settimana Internazionale di Coppi e Bartali e vinto una tappa e la classifica finale della Vuelta a Asturias, è protagonista di un buon Giro d'Italia: nella Corsa rosa si aggiudica la tappa con arrivo a Montevergine di Mercogliano, diventando così il primo ecuadoriano a vincere una frazione in un grande Giro, e conclude al quarto posto assoluto, secondo miglior giovane. Dopo il Giro partecipa alla Vuelta a España, senza però piazzamenti di rilievo, e ai campionati del mondo di Innsbruck.
Nel 2019, dopo aver cominciato la stagione in Sudamerica, si conferma alla Vuelta a Asturias, con un successo di tappa e la vittoria finale della corsa. Comincia quindi il Giro d'Italia come co-capitano della squadra insieme a Mikel Landa, non venendo però considerato tra i favoriti per il podio finale. Dimostra subito una buona forma e trionfa nella quarta frazione, con un'azione da finisseur sull'arrivo a Frascati davanti al velocista Caleb Ewan, per poi ripetersi nella quattordicesima tappa a Courmayeur, in solitaria dopo uno scatto sul Colle San Carlo: proprio a Courmayeur diventa il primo ecuadoriano a indossare la maglia rosa di leader della classifica generale che porterà fino all'arrivo finale nell'Arena di Verona.

### 2020-2021: i podi alla Vuelta e al Tour e la vittoria alle Olimpiadi
Dopo una buona prova al Tour de France, nel 2020 arriva per Carapaz il podio alla Vuelta a España, persa per soli 24 secondi dallo sloveno Primož Roglič, mentre il 2021 si rivelerà un anno da incorniciare per Carapaz, che dopo il successo al Giro di Svizzera e il terzo posto al Tour de France, vince anche la medaglia d'oro alle Olimpiadi di Tokyo nella prova in linea maschile.

## Palmarès

### Strada
- 2013 (Team RPM Ecuador, una vittoria)

Campionati panamericani, prova in linea Under-23
- 2018 (Movistar Team, tre vittorie)

2ª tappa Vuelta a Asturias (Soto de Ribera > Alto del Acebo)
Classifica generale Vuelta a Asturias
8ª tappa Giro d'Italia (Praia a Mare > Montevergine di Mercogliano)
- 2019 (Movistar Team, cinque vittorie)

2ª tappa Vuelta a Asturias (Soto de Ribera > Cangas del Narcea)
Classifica generale Vuelta a Asturias
4ª tappa Giro d'Italia (Orbetello > Frascati)
14ª tappa Giro d'Italia (Saint-Vincent > Courmayeur)
Classifica generale Giro d'Italia
- 2020 (Team Ineos/Ineos Grenadiers, una vittoria)

3ª tappa Giro di Polonia (Wadowice > Bielsko-Biała)
- 2021 (Ineos Grenadiers, tre vittorie)

5ª tappa Giro di Svizzera (Gstaad > Leukerbad)
Classifica generale Giro di Svizzera
Giochi olimpici, Prova in linea
- 2022 (Ineos Grenadiers, cinque vittorie)

Campionati ecuadoriani, Prova a cronometro
6ª tappa Volta Ciclista a Catalunya (Salou > Cambrils)
12ª tappa Vuelta a España (Salobreña > Peñas Blancas)
14ª tappa Vuelta a España (Montoro > Sierra de la Pandera)
20ª tappa Vuelta a España (Moralzarzal > Puerto de Navacerrada)
- 2023 (EF Education-EasyPost, due vittorie)

Campionati ecuadoriani, Prova in linea
Mercan'Tour Classic Alpes-Maritimes
- 2024 (EF Education-EasyPost, quattro vittorie)

Campionati ecuadoriani, Prova a cronometro
5ª tappa Tour Colombia (Cota > Alto del Vino)
4ª tappa Giro di Romandia (Saillon > Leysin)
17ª tappa Tour de France (Saint-Paul-Trois-Châteaux > SuperDévoluy)
- 2025 (EF Education-EasyPost, una vittoria)

11ª tappa Giro d'Italia (Viareggio > Castelnovo ne' Monti)

#### Altri successi
- 2013 (Team RPM Ecuador)

Classifica giovani Vuelta a Guatemala
- 2017 (Movistar Team)

Classifica giovani Route du Sud
- 2019 (Movistar Team)

Classifica a punti Vuelta a Asturias
- 2022 (Ineos Grenadiers)

Classifica scalatori Vuelta a España
- 2024 (EF Education-EasyPost)

Classifica a punti Tour Colombia
Classifica scalatori Tour Colombia
Classifica scalatori Tour de France
Premio della combattività Tour de France

## Piazzamenti

### Grandi Giri
- Giro d'Italia

2018: 4º
2019: vincitore
2022: 2º
2025: 3º
- Tour de France

2020: 13º
2021: 3º
2023: non partito (2ª tappa)
2024: 17º
- Vuelta a España

2017: 36º
2018: 18º
2020: 2º
2021: non partito (14ª tappa)
2022: 13º
2024: 4º

### Classiche monumento
- Liegi-Bastogne-Liegi

2021: squalificato
2024: 26º
- Giro di Lombardia

2020: 13º
2023: 8º

### Competizioni mondiali
- Campionati del mondo su strada

Toscana 2013 - In linea Under-23: ritirato
Innsbruck 2018 - In linea Elite: 71º
Yorkshire 2019 - In linea Elite: ritirato
Imola 2020 - In linea Elite: 22º
- Giochi olimpici

Tokyo 2020 - In linea: vincitore